# Montesano Salentino
Montesano Salentino – miejscowość i gmina we Włoszech, w regionie Apulia, w prowincji Lecce.
Według danych na rok 2004 gminę zamieszkiwało 2765 osób, 345,6 os./km².